# J233153.200+112952.11
J233153.200+112952.11 (de sa première désignation FIRST J233153.2+112952 et que l'on abrège en J2331+11), est le blazar le plus lointain et le plus vieux découvert à ce jour. Avec une distance de 12,8 milliards d'années-lumière, il bat le record précédemment établi par Q0906+6930, qui était considéré comme le blazar le plus lointain avec une distance de 12,3 milliards d'années-lumière. Il a été découvert, en avril 2022, par Ekaterina Koptelova et Chorng-Yuan Hwang en utilisant des données spectroscopiques proches infrarouges et des observations submillimétrique et radio faite avec le Very Large Array. J2331+11 a ensuite fait l'objet d'un article scientifique, publié le 11 avril 2022, décrivant la découverte et l'étude de ce blazar de l'univers primordial et les impacts de la découverte d'un tel objet de cet âge dans l'histoire de l'univers.

## Importance de la découverte
Dans le scénario évolutif des blazars, on pense que les objets BL Lacertae (comme J2331+11) représentent la phase évolutive finale des quasars à spectre radio plat, au cours de laquelle les trous noirs supermassifs accumulent de la masse à un fort débit. À de faibles décalages vers le rouge, le lien évolutif entre les objets BL Lacertae et les quasars à spectre plat est suggéré par leurs présences à des décalages vers le rouge similaires. Les quasars à spectre plat les plus éloignés ont été découverts à z ∼ 6, et le quasar radio-fort le plus éloigné, QSO J1205-0000, a été récemment trouvé à z = 6,8. A cette distance, l'univers était beaucoup plus dense qu'à l'époque actuelle. Les interactions fréquentes entre les galaxies et l'environnement gazeux de ces quasars à haut décalage vers le rouge favorisent des taux d'accrétion élevés et une accumulation rapide de masse par les trous noirs supermassifs. Pour cette raison, la population de blazars à décalages vers le rouge élevé est probablement représentée principalement par les quasars à spectre plat. Les objets BL Lacertae évolutivement plus anciens, s'ils se sont également formés aux premières époques cosmiques, sont probablement extrêmement rares.
Avant la découverte de J2331+11, l'objet BL Lacertae le plus éloigné était J1219+3653 à z = 3,6 et le blazar le plus éloigné était J0906+6930. Dans ce cadre de l'astronomie moderne, la découverte de J2331+11 marque une transition dans la distance et l'âge des objets BL Lacertae et permet l'étude de ces objets à un stade inconnu et comprendre comment il se forme. De plus, sa luminosité de 1,6 × 1033 erg/s-1 indique la présence d'un trou noir supermassif d'une masse sensiblement plus élevée que 1 milliard de M☉ et son étude pourrait donc indiquer et expliquer la présence d'une telle masse dans cette phase de l'univers, qui reste actuellement un mystère complet. Le décalage vers le rouge de J2331+11 est mesuré, par décalage d'une raie spectrale, à 6,57, correspondant à un âge de l'univers de ∼800 millions d'années.

## Propriétés et variabilité
La non-détection de la raie d'émission de carbone ionisé contraint la luminosité du disque d'accrétion à être inférieure à 1045 erg/s-1, ce qui correspond à une faible accrétion dans l'environnement du blazar. L'indice spectral ultraviolet et optique du blazar est cohérent avec le spectre attendu d'un jet relativiste. La luminosité de J2331+11 montre des variations significatives (15 % à 40 % de sa luminosité), dans des intervalles irréguliers, correspondant au pointage de la Terre par un jet astrophysique. La baisse de luminosité la plus courte enregistrée est d'environ 8 jours. En supposant la relation entre la luminosité radio et la masse du trou noir, sa luminosité dans une longueur d'onde de 5 GHz suggère la présence d'un trou noir supermassif d'une masse sensiblement plus élevée que 1 milliard de M☉.
La variabilité de J2331+11 présente deux pics d'émission : le pic d'émission synchrotron (flux accéléré d'émission de particules élémentaires) entre les ondes radio et les rayons X et le pic d'émission Compton (arrêt significatif de l'émission de particule) entre les rayons X et les rayons gamma de hautes énergies. La forme de la variabilité optique, infrarouge et radio de J2331+11 et l'absence de raies d'émission de carbone ionisé ressemblent aux propriétés du pic d'émission synchrotron. Les deux pics de luminosité de J2331+11 s'expliquent respectivement par le rayonnement synchrotron des électrons relativistes dans le jet du blazar (éjection d'électrons, capturés par dans le champ magnétique du blazar, par le jet de J2331+11) et ensuite par la diffusion Compton (collision entre deux électrons éjectés par le blazar), créant ainsi, lors des deux phénomènes, un pic de la luminosité du blazar et particulièrement dans les rayons de hautes énergies. La forme de ces variations à double pic est bien décrite par l'hypothèse que les électrons éjectés sont distribués de manière isotrope dans un champ magnétique homogène orienté aléatoirement.

## Formation
Le taux de croissance des trous noirs supermassifs dans les objets BL Lacertae est extrêmement faible par rapport à ceux des quasars. Ses différentes caractéristiques suggèrent en outre que J2331+11 est probablement dans le régime d'accrétion d'un objet BL Lacertae classique. Un trou noir d'une masse initiale de 106 M☉ accrétant à un taux extrême de croissance se développerait en un un trou noir de 109 M☉ sur des échelles de temps de 0,3 à 3 milliards d'années. Afin d'atteindre une masse de 109 M☉ à un âge de l'univers de 0,8 milliard d'années, le trou noir supermassif de J2331+11 aurait dû croître à un taux d'accrétion très élevé pendant sa phase de quasar à spectre plat. Certains des quasars connus à décalage vers le rouge élevé, y compris QSO J1205-0000, présentent des taux d'accrétion aussi élevés. La transition de J2331+11 de la phase de quasar à spectre plat à objet BL Lacertae aurait pu se produire sur des échelles de temps inférieures à 0,1 milliard d'années, alors que la masse de son trou noir supermassif aurait déjà dû être de l'ordre de 109 M☉ lors de la phase de quasar à spectre plat. De plus, J2331+11 implique la présence de jets orientés au hasard, qui pourraient avoir un mécanisme de formation et une échelle de temps similaires à des blazars comme BL Lacertae. D'autres observations de J2331+11, en particulier l'observation à haute résolution de sa structure radio seront cruciales pour la compréhension de la formation des objets BL Lacertae.